# Делейни, Джон (политик)
Джон Кевин Делейни (англ. John Kevin Delaney; род. 16 апреля 1963, Вуд-Ридж, Нью-Джерси) — американский политик и предприниматель, член Палаты представителей США от 6-го избирательного округа Мэриленда с 3 января 2013 года, представляющий Демократическую партию.
28 июля 2017 года Делейни стал первым демократом, заявившим об участии в президентских выборах 2020 года.